# Les envahisseurs sont parmi nous

Les envahisseurs sont parmi nous (titre original : Strange Invaders) est un film américain réalisé par Michael Laughlin et sorti en 1983.

## Synopsis
En 1958, la ville américaine de Centerville dans l'Illinois est le théâtre d'étranges évènements. Des soucoupes volantes survolent la bourgade et les habitants disparaissent mystérieusement.
En 1983, le professeur Charles Bigelow, entomologiste à l'Université Columbia de New York, reçoit la visite de son ex-femme Margaret originaire de Centerville. Elle lui laisse la garde de sa fille pour assister à l'enterrement de sa mère dans sa ville natale. Après plusieurs jours, n'ayant aucune nouvelle de Margaret, Charles se rend à Centerville où il découvre une population étrange qui détruit sa voiture à l'aide d'un rayon laser. Charles réalise rapidement que la ville est devenue le lieu de villégiature de créatures extraterrestres.

## Fiche technique
- Titre français : Les envahisseurs sont parmi nous
- Titre original : Strange Invaders
- Réalisation : Michael Laughlin
- Scénario : Bill Condon et Michael Laughlin
- Production : Walter Coblenz
- Musique : John Addison
- Photographie : Louis Horvath
- Montage : John W. Wheeler
- Dates de sortie :
  - États-Unis : 16 septembre 1983
  - France : 23 octobre 1985

## Distribution

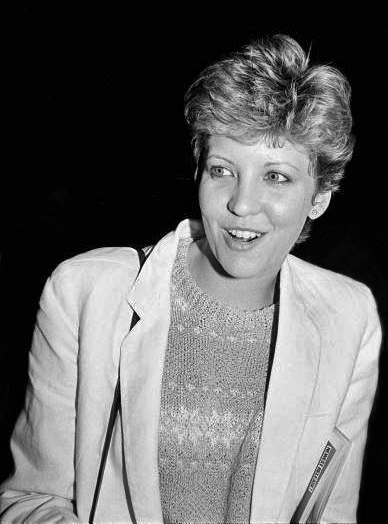
Nancy Allen lors de la promotion du film en 1984.

- Paul Le Mat  (VF : Jean Roche)  : Professeur Charles Bigelow
- Nancy Allen : Betty Walker, la journaliste du tabloïd « National Informer »
- Diana Scarwid : Margaret, l'ex-femme de Charles
- Michael Lerner  (VF : Marcel Guido)  : Willie Collins, l'homme interné qui a envoyé la photo au National Informer
- Louise Fletcher : Mme Benjamin, du Centre National d'Étude des OVNI
- Wallace Shawn : Earl, le concierge de l'immeuble de Betty
- Fiona Lewis : La serveuse / La dame Avon
- Kenneth Tobey : Arthur Newman, le gérant du motel de Centerville
- June Lockhart : Mme Bigelow
- Charles Lane : Professeur Hollister
- Jack Kehler ; Le pompiste
- Bobby Pickett
- Joel Cohen : Tim
- Dey Young : jeune fille dans la scène d'introduction

## Distinctions
Le film a été présenté en compétition au Festival international du film fantastique d'Avoriaz 1984.
La même année, le film a été nommé au Saturn Award du meilleur film de science-fiction tandis que Ken Brooke a été nommé pour le Saturn Award du meilleur maquillage, et Chuck Comisky, Kenneth Jones et Lawrence E. Benson pour le Saturn Award des meilleurs effets spéciaux.
Toujours en 1984, l'actrice Diana Scarwid a été nommée au prix du « pire second rôle féminin  » lors de la 4e cérémonie des Razzie Awards. En 1990, elle a même été nommée au prix de la « pire révélation de la décennie » lors de la 10e cérémonie des Razzie Awards pour ses compositions dans Maman très chère (1981), Psychose 3 (1986) et ce film.